# میکائیل میرزا
میکائیل شهوَلَد اوغلو میرزایف (نام کامل: Mikayil Shahvalad oglu Mirzayev؛ ۱ ژانویه ۱۹۴۷، آگسو - ۳ ژوئن ۲۰۰۶) بازیگر اهل کشور جمهوری آذربایجان بود. از فیلم‌هایی که وی بازی کرده می‌توان به فیلم بابک اشاره نمود.

## زندگی‌نامه
میکائیل میرزا ۱ ژانویه سال ۱۹۴۷ در شهرستان آق‌سو چشم به جهان گشود. وی دانش‌آموخته رشته درام و بازیگری فیلم از دانشگاه دولتی فرهنگ و هنر آذربایجان در سال ۱۹۶۹ بود. او از سال ۱۹۷۶ تا ۲۰۰ به‌طور متناوب در تئاتر درام ملی آکادمی دولت آذربایجان کار کرد.
میکائیل میرزا دو مرتبه به ترتیب در ۱۹۹۵–۲۰۰۰ و ۲۰۰۲–۲۰۰۵ به عنوان نماینده به مجلس ملی جمهوری آذربایجان راه یافت. در سال‌های ۱۹۹۲–۱۹۹۵، ریاست دانشکده فنی فرهنگی و آموزشی باکو را به عهده گرفت.
میکائیل میرزا در روز ۳ ژوئن سال ۲۰۰۶ درگذشت. وی در پارک مفاخر دوم باکو خاک‌سپاری شد.

## جایزه
- هنرمند افتخاری جمهوری سوسیالیستی آذربایجان شوروی - ۱۹۸۷